# Elecciones presidenciales de Polonia de 2000
Las elecciones presidenciales en Polonia tuvieron lugar el 8 de octubre. La elección para presidente tuvo inicialmente para 13 candidatos, pero Jan Olszewski retiró su candidatura antes de la elección para Marian Krzaklewski. La participación fue del 61,12%.
La segunda ronda de elecciones no se llevó a cabo porque por primera vez en la historia de las elecciones presidenciales en Polonia, un candidato recibió más del 50% de los votos válidos. Fue la primera vez que un presidente en funciones resultó reelegido.

## Antecedentes
El presidente Kwaśniewski tenía buenas posibilidades para ganar la reelección en la carrera hasta la elección presidencial con las encuestas que demuestran que su renombre era alta como el apoyo del 70%. Se esperaba que su principal rival fuera Marian Krzaklewski de la acción electoral de la Solidaridad, que había formado al gobierno desde que ganó las últimas elecciones parlamentarias en 1997. El otro candidato principal fue un exministro de Relaciones Exteriores y conservador más liberal Andrzej Olechowski, que ganó el apoyo de los votantes que estaban descontentos con los otros principales candidatos y en particular los votantes más jóvenes, empresarios e intelectuales.
Andrzej Lepper, un líder populista de granjeros que se opuso a la entrada en la Unión Europea y el expresidente Lech Wałęsa fue rechazado como el candidato para el partido de la solidaridad que él había ganado la presidencia, y terminó como independiente en la elección.
Para ser elegido en la primera ronda un candidato tenía que ganar más del 50% de los votos. Si ningún candidato alcanzara este nivel, se habría celebrado una segunda ronda entre los dos primeros candidatos. A medida que la campaña continuaba, la pregunta más importante en las elecciones era si el presidente en funciones Kwaśniewski ganaría el 50% requerido para evitar una segunda ronda.
En el agosto antes de la elección Kwaśniewski y otro expresidente y candidato Lech Wałęsa fueron investigados por un tribunal en acusaciones que habían sido informadores para la policía secreta comunista. Si hubieran sido declarados culpables, podrían haber sido prohibidos de ser candidatos a cargos políticos durante 10 años. Sin embargo, ambos alegaron que las pruebas habían sido manipuladas por los opositores políticos y fueron desalojadas por el tribunal.
El candidato a la solidaridad Krzaklewski atacó a Kwaśniewski por su pasado como activista del Partido Comunista. Sin embargo, los sondeos de opinión en agosto demostraron que esto tuvo poco efecto con Kwaśniewski muy por delante, con más del 60% de apoyo, mientras que Krzaklewski fue segundo y Olechowski tercero, pero ambos muy lejos. La campaña del presidente Kwaśniewski se centró en reconciliar toda Polonia con eslóganes como "Polonia, nuestra casa común". La mayoría de los votantes se sentía que había hecho bien como presidente y lo consideraron haber hecho un buen trabajo en la dirección de Polonia a la calidad de miembro de la OTAN. La popularidad de Krzaklewski no fue alta debido a las luchas internas en el gobierno dirigido por su partido de Solidaridad desde que habían ganado las elecciones parlamentarias de 1997. Mientras tanto, Lech Wałęsa siguió mal en las encuestas con sólo un 2% de apoyo, lo que Wałęsa vio como debido a que los votantes lo veían como responsable del dolor que implica la transición del comunismo.
En la elección 3 candidatos corrió en plataformas contra la Unión Europea. Durante la campaña, uno de ellos, Andrzej Lepper, fue arrestado por bloquear ilegalmente un puesto de aduanas, pero afirmó que se trataba de un intento de sabotear su campaña.
A medida que la elección se acercaba a Kwaśniewski cayó en las encuestas y no se sabía si ganaría el 50% requerido para evitar una segunda ronda. Esto siguió a un anuncio televisivo del candidato de Solidaridad Krzaklewski en el cual Kwaśniewski fue acusado de haberse burlado del Papa Juan Pablo II. El vídeo mostró que Kwaśniewski al parecer instando a su consejero de seguridad a besar el suelo es una parodia del Papa, aunque Kwaśniewski afirmó que esto era inexacto. Al menos una encuesta mostró que el apoyo de Kwaśniewski había caído un 10% en una semana después de esto, sin embargo fue el otro candidato principal, Andrzej Olechowski, quien se benefició como Krzaklewski fue visto como empañado por haber dirigido una campaña negativa.

## Candidatos
- Marian Krzaklewski
- Aleksander Kwaśniewski
- Andrzej Lepper
- Jan Łopuszański
- Andrzej Olechowski
- Lech Wałęsa

## Resultados
| Resultados de la elección |                                                                    |            |            |
| Candidato                 | Partido                                                            | Votos      | Porcentaje |
| Aleksander Kwaśniewski    | Alianza de la Izquierda Democrática (Sojusz Lewicy Demokratycznej) | 9 485 224  | 53,90      |
| Andrzej Olechowski        | Independiente                                                      | 3 044 141  | 17,30      |
| Marian Krzaklewski        | Acción Electoral Solidaridad (Akcja Wyborcza Solidarność)          | 2 739 621  | 15,57      |
| Jarosław Kalinowski       | Partido Popular (Polonia) (Polskie Stronnictwo Ludowe)             | 1 047 949  | 5,95       |
| Andrzej Lepper            | Autodefensa de la República de Polonia (Samoobrona RP)             | 537 570    | 3,05       |
| Janusz Korwin-Mikke       | Unión de la Política Real (Unia Polityki Realnej)                  | 252 499    | 1,43       |
| Lech Wałęsa               | Independiente                                                      | 178 590    | 1,01       |
| Jan Łopuszański           | Unió Polaco (Porozumienie Polskie)                                 | 139 682    | 0,79       |
| Dariusz Grabowski         | Independiente                                                      | 89 002     | 0,51       |
| Tadeusz Wilecki           | Partido Nacional                                                   | 38 672     | 0,22       |
| Piotr Ikonowicz           | Partido Socjalisto Polaco                                          | 28 805     | 0,16       |
| Bogdan Pawłowski          | Independiente                                                      | 17 164     | 0,10       |
| Votos válidos             | Votos válidos                                                      | 17.598.919 | 100.00     |
| Votos nulos               | Votos nulos                                                        | 190.312    |            |
| Participación             | Participación                                                      | 17.598.919 | 61.08      |
| Registrados               | Registrados                                                        | 29.124.478 |            |